# Puisieux-et-Clanlieu
Puisieux-et-Clanlieu é uma comuna francesa na região administrativa de Altos da França, no departamento de Aisne. Estende-se por uma área de 17,42 km². Em 2010 a comuna tinha 312 habitantes (densidade: 17,9 hab./km²).